# Paolo Mietto
Paolo Mietto (Padova, 26 maggio 1934 – Quito, 25 maggio 2020) è stato un vescovo cattolico italiano.

## Biografia
Nacque a Padova, città capoluogo di provincia e sede vescovile, il 26 maggio 1934, da Vittorio e Maria Boarin. Ricevette il battesimo il 15 giugno seguente nella chiesa di Santa Croce.

### Ministero sacerdotale
Fu ordinato suddiacono l'11 novembre 1962, diacono il 2 dicembre 1962, e presbitero il 30 marzo 1963, a Viterbo, per la Congregazione di San Giuseppe.
Svolse vari incarichi all'interno della congregazione (maestro dei novizi, direttore dello studentato teologico) e per dodici anni ricoprì il ruolo di superiore generale della Congregazione stessa.

### Ministero episcopale
Il 1º luglio 1994 papa Giovanni Paolo II lo nominò vescovo titolare di Muzuca di Bizacena e coadiutore del vicario apostolico del Napo. Il 22 ottobre successivo ricevette l'ordinazione episcopale, nella chiesa di Santa Maria Immacolata e San Giovanni Berchmans a Roma, dal cardinale Jozef Tomko, prefetto della Congregazione per l'evangelizzazione dei popoli, co-consacranti l'arcivescovo Francisco Javier Errázuriz Ossa, segretario della Congregazione per gli istituti di vita consacrata e le società di vita apostolica, e il vescovo Julio Parise Loro, vicario apostolico del Napo. Il 25 novembre prese possesso del suo incarico.
Il 2 agosto 1996 succedette per coadiutoria al vescovo Julio Parise Loro come vicario apostolico del Napo.
Il 19 marzo 2009 ricevette un'onorificenza dal presidente della Repubblica Italiana per la solidarietà profusa nei suoi quindici anni di episcopato in Ecuador.
L'11 giugno 2010 papa Benedetto XVI accolse la sua rinuncia, presentata per raggiunti limiti di età; gli succedette Celmo Lazzari.
Dal 10 febbraio 2012 al 21 novembre 2013 fu amministratore apostolico di San Miguel de Sucumbíos.
Morì a Quito il 25 maggio 2020, un giorno prima di compiere 86 anni, dopo aver contratto il COVID-19. Fu sepolto nella cattedrale di San Giuseppe a Tena.

## Genealogia episcopale e successione apostolica
La genealogia episcopale è:
- Cardinale Scipione Rebiba
- Cardinale Giulio Antonio Santori
- Cardinale Girolamo Bernerio, O.P.
- Arcivescovo Galeazzo Sanvitale
- Cardinale Ludovico Ludovisi
- Cardinale Luigi Caetani
- Cardinale Ulderico Carpegna
- Cardinale Paluzzo Paluzzi Altieri degli Albertoni
- Papa Benedetto XIII
- Papa Benedetto XIV
- Papa Clemente XIII
- Cardinale Enrico Benedetto Stuart
- Papa Leone XII
- Cardinale Chiarissimo Falconieri Mellini
- Cardinale Camillo Di Pietro
- Cardinale Mieczysław Halka Ledóchowski
- Cardinale Jan Maurycy Paweł Puzyna de Kosielsko
- Arcivescovo Józef Bilczewski
- Arcivescovo Bolesław Twardowski
- Arcivescovo Eugeniusz Baziak
- Papa Giovanni Paolo II
- Cardinale Jozef Tomko
- Vescovo Paolo Mietto, C.S.I.

La successione apostolica è:
- Vescovo Celmo Lazzari, C.S.I. (2010)